# (24889) Tamurahosinomura
(24889) Tamurahosinomura est un astéroïde de la ceinture principale.

## Description
(24889) Tamurahosinomura est un astéroïde de la ceinture principale. Il fut découvert le 11 décembre 1996 à Geisei par Tsutomu Seki. Il présente une orbite caractérisée par un demi-grand axe de 2,24 UA, une excentricité de 0,13 et une inclinaison de 4,3° par rapport à l'écliptique.

## Compléments